# Boppasamudra, Maddur
Boppasamudra là một làng thuộc tehsil Maddur, huyện Mandya, bang Karnataka, Ấn Độ.